# 本托迪阿布雷乌
本托迪阿布雷乌是巴西圣保罗州的一个市镇。总面积301.848平方公里，总人口2740人，人口密度9.1人/平方公里。